# 和嶋慎治
和嶋 慎治（わじま しんじ、英: Shinji Wajima、1965年12月25日 - ）は、日本のロックバンド「人間椅子」のギタリスト、ボーカリスト、ソングライター。

## 来歴
青森県弘前市生まれ。弘前市立第三中学校、青森県立弘前高等学校卒業。1985年、駒澤大学仏教学部に入学。
1987年、高校の同級生であった鈴木研一と「死ね死ね団」を結成。後に「人間椅子」と改名する。
1989年、TBSテレビ系列『三宅裕司のいかすバンド天国』（以下、イカ天）に出演、『陰獣』を披露する。
1990年、人間椅子メンバーとして『人間失格』でメジャー・デビュー。

## 人物

### 音楽関連
荒井由実などが好きな姉の影響でビートルズやギターに触れたという。
人間椅子ではベースの鈴木と共に作詞・作曲を担当する。詞は日本の近代文学から着想を得たものが多く、イカ天ではそうした音楽性を文芸ロックと評された。
最初に手にしたギターは姉のおさがりのクラシック・ギターで、初めて購入したエレクトリック・ギターは中学時代の友人から15000円で譲ってもらったグレコのレスポールのコピーモデルである、その後、現在のトレードマークであるギブソン・SGに移行した。
長年エフェクターの研究を続けており、今では使用するエフェクターの大多数が自作物である。その回路図やプリント基板などを付録にした著作も発表している。

### プライベート関連
現在は着物と袴でメディアに登場する事が多い。
お笑いコンビシソンヌのじろうは保育園から高等学校まで同じ学校に通っていた後輩であり、その事が縁で対談をしている。
国語教師の父を持ち、読書好きとして知られる。太宰治、江戸川乱歩などの小説家や、ニーチェなどの哲学者の著作を愛読し、書評を担当することも多い。
『品川心中』を楽曲にするなど落語を好んでおり、プロのミュージシャンになってからも寄席に通うことがある。
質素な暮らしを徹底するため、自炊を習慣にしている。一時期はベジタリアンであったが、筋力・体重の激減により頓挫した。
山本征史（夜叉、STAND他）・金光健司（ex PRECIOUS、AKIMA&NEOS、STAND他）とのブルースユニット「和嶋工務店」、水戸華ノ介・内田雄一郎・ナカジマとの「華吹雪」、鈴木博文・白井良明・武川雅寛との弾き語りユニット「四人衆」、武川とのデュオ編成「くじら日和」など、人間椅子以外での演奏も活発に行っている。
2008年頃、ドレスコーズの志磨遼平や毛皮のマリーズの越川和磨らと、書籍梱包のアルバイトをしていた時期がある。
ある年、車の免許を更新した際、偶然にも毎回同じ服（赤いチェックのシャツ）を着ていたことに気づき、以来ライフワークとして毎回その服を着用して更新に臨んでいるという。
バイク好きで自身でもYouTubeチャンネルを持っており、YouTubeの車両整備系チャンネル「まーさんガレージ」のファンである。度々まーさんガレージに出演し、2019年12月31日には年越しオイル交換を実施した。
バイクはスズキ製を好み、GT380を始め複数台所有しており、ほぼ全て自分で改造や整備を行っている。
車もスズキ製で、愛車はアルト、拘りの5MTで、日常の移動手段や普段の買い物から機材運搬、悪天候時のキャンプまで、かなり使用頻度が高く、バイク同様、小物パーツ取り付け等の改造も自分で行っており、和嶋曰く「ずっと乗りますよ、壊れてもたぶん直して乗ると思います。」と、かなり気に入っている様子がうかがえる。
ソロキャンプが趣味で、バンドの活動が無い時は愛車を駆り、よく一人でキャンプへ行く。滞在中は焚火を眺めながら酒を呑んだり、トラベルギターを持ち込んで曲作りをしたり、原稿を書いたりしてゆったりと過ごしている。キャンプ中の食事はなるべくその土地の物を食べたいという拘りで、キャンプ場近くの道の駅や直売所、現地スーパーなどで、その土地ならではの旬の食材等を購入し調理して食する事が多い。

## 使用機材

### ギター
PVで使用するギターは殆どがSGやSGモデルだが、ライブではGrecoのレスポールモデル等を使用する事もある。『イカ天』に出演した際はGrecoのSGモデルを使用していた。
なお、Fender系のシングルコイルギター（ストラトキャスターなど）はライブ・レコーディングで使用していないが、一時期ライブ前の楽屋などでの練習用としてムスタングを所有していたことがあった。また、ギリギリ・ハイウエイのPVでは、ポジションマークをLED化されたストラトキャスターを使用している映像が残っている。
- Gibson SG Standard 1993
現在のレギュラーチューニング用メインギター。90年代中頃に鈴木のアルバイト先の同僚に格安で譲ってもらったもの。もともと2V2T仕様だった物を1V1Tに改造し、スイッチング奏法を行うためにトグルスイッチを増設。リアトーンを撤去した穴を埋めるためにフクロウの飾りが取り付けられている。本器は入手以降、「弾き込んでるうちに、ものすごく鳴りが良くなった」と言う事で、現在まで不動のメインギターとして使用され続け、現在は長年の使用と手の摩擦により、ネック裏の塗装がマホガニー材が透けて見える程薄くなっている。尚、2010年代に入り1度ナット部付近でネック折れを起こしたが、現在は奇麗にリペアされており、このリペアによる音質変化が心配されたが、幸いにも音が変わらなかったという事でメインギターの座を他のギターに譲ることは無かった。ピックアップは不明。
- Gibson SG Standard 2012
現在のダウンチューニング用メインギター。元々はメインのSGのネックが折れてしまったため、急遽その代替品として購入したもの。個体差の関係で、所有している他のSGよりも弦のテンションが強く、和嶋曰く「レギュラーだとテンションが強すぎて逆に扱いにくい」と言う程で、その特性を生かし、チューニングを下げても弦のテンションと音の抜けが悪くならないという理由で主に1音半下げで使用されている。上記のSG Standard 1993と同じ改造が施されている他、ピックアップがエスカッション・マウントにされるなどの改造も行われている。これは和嶋曰く、ピックガードマウントだとピックアップを水平に保つことが出来ず、ブリッジ側のコイルが弦から遠くなり、どうしても音抜けが悪くなる、もっと輪郭のある音を出したくて、弦に対し平行な角度でピックアップを載せられるエスカッションマウントに改造したとの事。音以外にもピックガードにエスカッションマウントという形式が70年代のフライングVっぽくてカッコイイと、その見た目も気に入っていると言う。尚、レギュラーチューニングのメインがフクロウの飾りを取り付けてるのに対し、本器は同じ位置に勾玉の飾りが取り付けられている。ピックアップはフロント、リア共にGIBSONのHB-Lを搭載。
- Gibson SG Standard 1996
レギュラーチューニング用のサブギター。
- Gibson SG Standard 1989
和嶋が最初に購入したGibson SGである。人間椅子としてイカ天へ出演した事でライヴの動員数も伸び、一念発起してローンを組み購入した物。特徴はスモールピックガードにラージヘッド、そしてピックガードに貼られたゴールデンバットのシールと、ボディに書かれたトニー・アイオミの直筆サインが挙げられる。一時、質に入れられるなどしたが現在も和嶋が所有。2度のネック折れ並びに、酷使された事により指板が汗を吸って全く鳴らなくなってしまい、現在の93年製SGへとメインギターの座を引き継いだ。現在はライヴステージやスタジオで使用される事は無いが、フロント・リア共にトムホームズ製のピックアップを載せられた状態で、主に自宅での曲作り、練習用ギターとして、今も尚、現役で使用されている。尚、現在のメインギターに見られるコントロール回路の改造を最初に行ったのも本器であり、これまで何度もピックアップ交換をし、試行錯誤を繰り返しながら、長きに渡り苦楽を共にしたギターで、和嶋自身にとっても思い出深い1本となっている。
- Sago Custom Model 『冥王～Pluto』
自身のシグネチャーモデル。上記のSG Standard 1993がベースとなっているが、ヘッドやボディが蠍を思わせる形に大きく抉り取られている。制作にあたり、ボディが抉り取られた形状に起因するボディ材の面積、体積減少によるボディの「鳴り」を考慮し、通常のSGよりもボディを厚めに制作されている。ペグは本来はグレッチ製のギターなどに採用される事の多いグローバー製150シリーズ（通称インペリアル）を採用し、意図としてヘッド落ちを考慮し、出来る限り重量の軽いペグを採用したという。
- Gibson EDS-1275
「夜叉ヶ池」「月のアペニン山」など12弦ギターを用いる楽曲にて使用。ツアー中に12弦用の弦を買い忘れた事に気づき（それまでは本器のGreco製コピーモデルを使用）、地方の楽器店へ行ったところこのギターに出会い、あまりの音の良さに衝動買いをしてしまったという1本。ギター本体が通常のギターより大きいことに加え、梱包されていたGibsonのダンボール箱まで捨てるに捨てれず機材車に積み込んでツアーを回ったため、ただでさえ機材満載で狭い機材車が更に狭くなってしまったというエピソードもある。
- 現在メインのSGを入手して以降、90年代製SGを気に入っており、ライヴやレコーディングの現場にまだ登場していない個体も多数所有している。本人曰く「ラージピックガード仕様の物を買ってしまいがち」との事。[8]

### アンプ
- Marshall 1987（ヘッド）＋Marshall 1960TV（キャビネット）を主に使用。どちらも『人間失格』の印税で入手したものである。ヘッドに関しては楽器店で同じヘッドが中古で2台置いてあり試奏したところ、店員にもしかしたら内部が改造されているかも知れないという事で、もう1台の方を薦められたが、音が気に入ったため、こちらを購入。キャビネットに関しては通常のキャビネットよりも少し背が高く、通常の物よりも低音が強く出る特性があるので、3段積みではなく2段積みで運用する自分には都合が良かったという理由で購入した。尚、アンプヘッドの背面の蓋はネジ止めではなく、ベルクロテープで簡単に脱着できるように改造されている。キャビネットのスピーカーは、CELESTION製G12M Greenbackに換装されている。

### エフェクター
前述の通り、和嶋はエフェクターの自作を趣味としているため、ライブで使用されるエフェクターも自作したものが多い。2020年現在では楽曲の都合でほぼアンプだけで音を作っていたベースの鈴木にいくつか自作した物を貸している。また各エフェクターの電源供給には自作の電池ボックスによる電池であり「ノイズが乗る」という理由でACアダプターは使われていない。

#### 既製品
- BOSS PSM-5（セレクタースイッチ） - 生産完了品。本機を中継地点としてギターの信号を直接アンプに送るか各エフェクターをループさせて送るか選んでいる。和嶋は「ゲイン調整の無い純粋なバッファを内蔵する」点を気に入っており、スペアーも所持している。
- JEN Crybaby（ワウペダル）- ON/OFFの確認が出来るようLEDを増設したが、誤って目視で確認できない位置に取り付けてしまい、小型の鏡を取り付け、反射させて確認している。
- MAXON AD-900（ディレイ）
- Chocolate Electronics MCB（ブースター）
- TC Electronic Polytune2（チューナー）

#### 自作品
- Tone Machine（ファズ）
- Big Muff（ファズ）
- Wah-Drive（オーバードライブ）
- Mute Box（ミュートボックス／チューナー・アウト）
- Preset Volume（プリセット・ボリュームボックス）
- Small Stone（フェーザー）
- Uni-Vibe（コーラス／ビブラート）

## ディスコグラフィ

### 人間椅子
人間椅子を参照。

### 参加作品
| 発売日         | タイトル・収録曲 | アーティスト              | 備考 |
| -------------- | --- | ------------------------- | --- |
| 1989年10月10日 | つちのこ男爵 1. LOVE:LOVE SONG 10. 夜の都会（まち）に眠れ | マサ子さん                | 人間椅子と同じイカ天出身のバンド。ギター演奏。 |
| 1991年7月27日  | アイデン&ティティ 3. 大人の悩みに子供の涙 6. 働く男 9. アイデン＆ティティ | 大島渚                    | みうらじゅんによるバンド。「人間慎治」名義でギター演奏。 |
| 1994年2月16日  | DALI 5. Virtual Fantasy | ALI PROJECT               | ギター演奏。 |
| 1997年2月21日  | んきゃ～んじゅく 3. 実世ぬクイチャー | 下地暁                    | ギター演奏。 |
| 1998年4月21日  | ヴィンテージ・ギター・ファイル Vol.01 9. 「猟奇の果て」 | オムニバス                | 森園勝敏が中心となり制作されたヴィンテージ・ギター使用楽曲のオムニバス盤。 |
| 1998年4月21日  | ヴィンテージ・ギター・ファイル Vol.02 9. 「サイコパス」「アリゾナ砂漠の追跡劇」 | オムニバス                | 森園勝敏が中心となり制作されたヴィンテージ・ギター使用楽曲のオムニバス盤。 |
| 1998年4月22日  | スケキヨ 3.君は千手観音 | UNDERGROUND SEARCHLIE     | 大槻ケンヂによるソロプロジェクト。ギター演奏。 |
| 1998年9月26日  | REST IN PEACE -THANKS TO COZY- 4.Headless Cross | オムニバス                | コージー・パウエルのトリビュートアルバム。ブラック・サバスのカヴァー。ギター演奏。 |
| 1998年11月21日 | Noblerot 8. deep forest | ALI PROJECT               | ギター演奏。 |
| 1999年4月21日  | MiYOU 9. 遺言 10. 天国なんか（Album version） 11. ロンリネス（Live） | 池田貴族                  | 9：ギター演奏。 10：コーラスを担当。 11：「シーモンキーズ」としてギター演奏。 |
| 1999年6月23日  | STAND PROUD! II 11. Starless | 柴田直人                  | キング・クリムゾンのカヴァー。ギター演奏。 |
| 1999年12月25日 | 青春ノイローゼ 1974-1999 1. 君は千手観音 6. 微熱が続いた夜 12. とんまつりジャパン 15. アイデン&ティティ 18 カリフォルニアの青いバカ（ライブ） | みうらじゅん              | 1：「大日本仏像連合」名義。 12：「みうらじゅん with 人間椅子」名義。 6.15.18：ギター演奏。 |
| 2001年4月25日  | Aristocracy 6. a la cuisine 7. 桂花葬 | ALI PROJECT               | 6：アコースティック・ギター演奏。 7：エレキギター・ベース演奏。 |
| 2004年4月7日   | SOUL BOUND -Dedicated to Cozy Powell- 2. THE LAW MAKER 11. LOOKING FOR LOVE | COZY MURAKAMI PROJECT     | コージー・パウエルのトリビュート・アルバム。いずれもギター・ベースで参加。 2.ブラック・サバスのカヴァー。 11.マイケル・シェンカー・グループのカヴァー。                                                                                |
| 2010年9月22日  | 弾き語り四人衆 ～朧月夜編～ 大音源 【DISC 1】 4. Motel 5. Bomb 6. 赤と黒 7.秋の夜長のミステリー 8.甲状腺上のマリア 9.暗い日曜日 10.神経症 I Love You 【DISC 2】 14.果実身を残せ！ Vieilles Vingesってど〜よ！ 15.Come Sta? メグロガワ 21.11月の晴れた午後には 22.Toss the feathers 23.21ST CENTURY SCHIZOID MAN 24.ヨニンシュウ・ブルース | 四人衆                    | ムーンライダーズの武川雅寛、白井良明、鈴木博文とのユニット「四人衆」によるライブ盤。 4：鈴木博文との共演。 8：武川雅寛との共演。 9および14は白井良明との共演。 5、15、10、21〜24は四人衆としての演奏。23はキング・クリムゾンのカバー。 |
| 2012年2月4日   | ヨキコトキク 7. トーカラジ 10. 31ブルース | 水戸華之介                | 7：コーラス。 10：エレキギター演奏。 |
| 2012年9月19日  | cross wizard 2. SUNSET HEART ATTACK | SILLYTHING                | ギター演奏。 |
| 2012年12月21日 | サラバ、愛しき悲しみたちよ 2. 黒い週末 | ももいろクローバーZ       | ギター演奏。 |
| 2013年5月22日  | 不死鳥Rec. 11.ゴルゴダ 12.素晴らしい僕ら | 水戸華之介&GOLDEN FELLOWS | アンジーのトリビュート／セルフカヴァーアルバム。 11：ヴォーカル。（水戸華之介との二重唱） 12：ヴォーカル。（作品参加ゲストヴォーカル全員による歌唱）                                                                                   |
| 2013年10月14日 | ももいろクローバーZ JAPAN TOUR 2013「GOUNN」 5. 「祈りの鼓動」～生～ | ももいろクローバーZ       | 楽曲提供。 |
| 2014年4月26日  | 失神ロック 1. 失神ロック | ザ・キャプテンズ          | 失神絶叫（コーラス）を担当。 |
| 2014年12月10日 | 閻魔大王に訊いてごらん 2. 冥界通信～慕情編～ | 上坂すみれ                | 作詞・作曲・アレンジを担当。 |
| 2015年1月28日  | 夢の浮世に咲いてみな 2. Rock and Roll All Nite | ももいろクローバーZ       | ももいろクローバーZによるキッスのカバー。ギターソロを演奏。 |
| 2016年3月23日  | TOKYO BLACK HOLE 10. ドラマチック私生活 | 大森靖子                  | ギター演奏。 |
| 2016年6月22日  | 魔物、BOM-BA-YE ～魂ノ覚醒編～／バイバイトレイン 3. グギギギギギギギ デッドエンド！ | 夏の魔物 (ユニット)       | ギター演奏および、ゲストボーカル。 |
| 2016年10月12日 | 人間ビデオ 1. 人間ビデオ | ドレスコーズ              | ギター演奏。 |
| 2017年2月15日  | 脳天ドロップ～Present For HIMEKYUN～ 8. 僕のポニー | ひめキュンフルーツ缶      | 作詞・作曲、およびギター演奏。 |

## 著書
- 初級六弦教典~ロック・ギター道場2014（2014年、シンコーミュージック・エンタテイメント）ISBN 978-4401639823
- 和嶋慎治 自作エフェクターの書「歪」（2015年、シンコーミュージック・エンタテイメント）ISBN 978-4401642052
- 屈折くん（2017年、シンコーミュージック・エンタテイメント）ISBN 978-4401643882
  - 屈折くん（2022年、角川文庫）ISBN 978-4041129203
- 無情のスキャット　人間椅子・和嶋慎治自選詩集（2024年、百年舎）ISBN 978-4991203947